# 나시족
나시족(중국어 간체자: 纳西族, 정체자: 納西族, 병음: Nàxī zú; 나시어: Naqxi)은 중화인민공화국 윈난성 북서부의 헝돤산맥과 쓰촨성 남서부에 거주하는 민족이다.
나시족은 원래 중국 북서부에서 왔으며, 남쪽의 티베트인 거주 지역으로 이주하여 가장 비옥한 강변 땅에 정착하고 다른 경쟁 부족들을 덜 비옥한 산비탈로 밀어낸 것으로 추정된다. 나시족은 라싸와 인도 사이의 위험한 육상 무역로인 차마고도(茶馬古道)를 통해 교역했다.
나시족은 중화인민공화국이 공식적으로 인정한 56개 민족 중 하나이다. 중국 정부의 공식 분류는 모쒀족을 나시족의 일부로 포함한다.
나시족 문화는 주로 고유의 동바 종교, 문학, 농경 관행에 한족 역사와 유교의 영향을 받았다. 특히 그들의 악보의 경우, 나시 문학의 토대가 된다. 나시족은 고유의 문자, 독특한 언어, 그리고 고유의 전통 의상을 가지고 있다.

## 예술과 건축

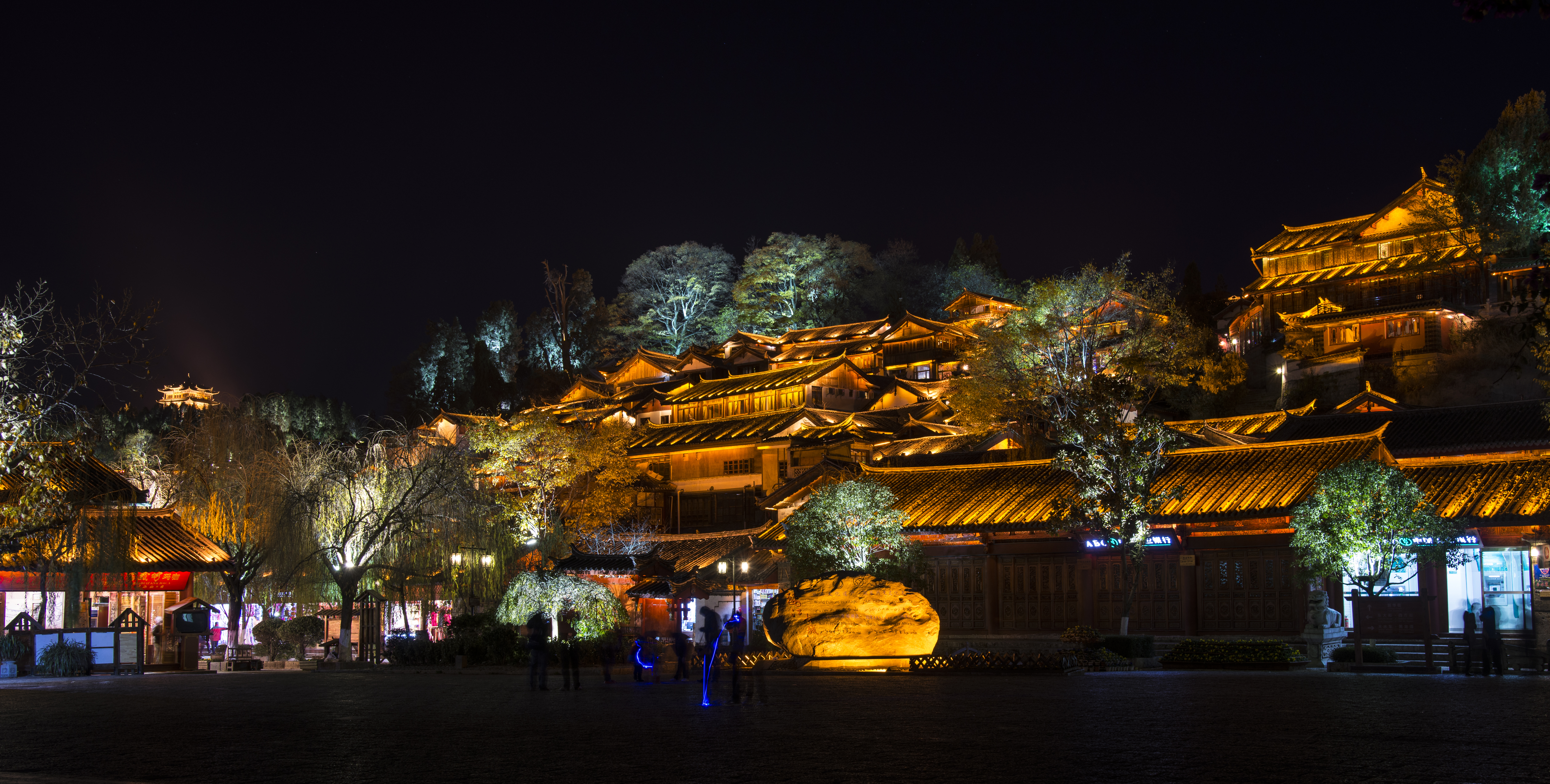
밤의 리장시 옛 거리

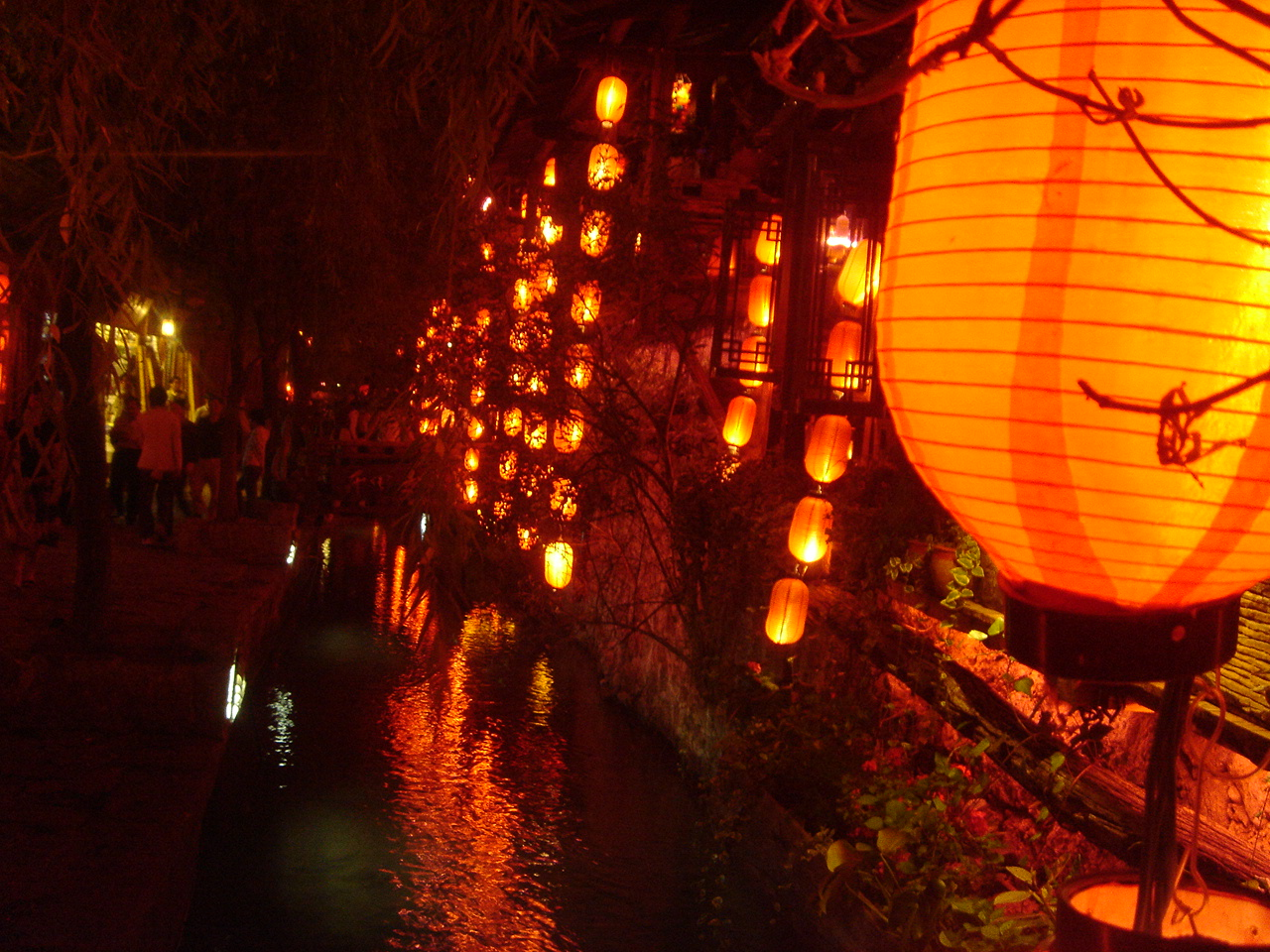
밤의 리장 거리

나시족에게는 드물게 볼 수 있는 나시 수제 자수, 동바 회화, 동바 목각 등 많은 고유 예술이 있다. 오늘날 나시족 가옥을 특징짓는 목각의 대부분은 바이족 장인들이 제작한다. 한족의 건축 양식을 흡수한 나시족 가옥은 한족의 표준 양식인 마당을 중심으로 한, 두, 세, 네 채의 건물로 지어지며, 때로는 연결된 마당이 딸려 있기도 하다. 진흙 벽돌과 나무 구조물은 처음 보기에는 투박하고 단순해 보이지만, 자세히 살펴보면 창문과 문에 정교하고 섬세한 무늬, 우아한 기둥과 기둥 받침, 그리고 매우 편안하고 통풍이 잘 되는 생활 환경을 보여준다.
나시족 사원은 내부가 기둥, 아치, 벽화로 장식되어 있으며, 종종 동바와 불교적 영향이 독특하게 결합된 모습을 보여준다. 장식에는 서사시의 에피소드, 춤추는 사람, 전사, 동물과 새, 꽃 등이 묘사되어 있다. 벽화는 동바 신들을 묘사하며, 양식적으로는 티베트 불교 테마에 대한 한족의 해석에서 유래한다. 좋은 예로는 델와다 사원이 있다.
"과거에 주기적으로 행해진 주요 의례 활동이 음력 2월 초 (보통 용의 날 또는 뱀의 날)에 슈 자연신을 숭배하는 것이었으며, 이것이 나시족의 전통적인 설날이었다는 강력한 주장이 있다. 옛 전통이 보존된 바이디에서는 이것이 가장 중요한 축제이며, 모두가 최고의 옷을 입고 축제 분위기 속에서 바이수이타이 테라스 주변에 모여 슈 자연신에게 경의를 표한다." ... "바이디에서 슈 자연신을 숭배하는 시기와 거의 동시에, 사람들은 바이샤와 리장에서 산둬를 기리기 위해 모인다." ... "하늘 숭배 의식은 슈 숭배 며칠 전에 거행되며, 나시족 조상들이 하늘에서 왔으며, 따라서 그들도 천상의 혈통에서 유래했음을 기억하기 위한 의례 행사이다." 오늘날 설날은 리장 나시족에게 주요 축제이다. 설날은 인간, 그들의 집, 그들의 밭을 위한 갱신의 시간으로 여겨지며, 모든 사람이 전년의 힘든 삶으로부터 깨끗하고 오염되지 않은 채 다시 태어나야 하는 영적, 육체적 재탄생의 시간이다 (Ceinos 2012).
나시족은 매년 음력 6월 24일과 25일(대략 7월 8~9일 해당)에 횃불 축제를, 2월 8일에는 산둬 축제를 기념한다.
전설에 따르면, 산둬는 지역 주민들을 수호하는 전쟁의 신이다. 고대에 한 사냥꾼이 옥룡산에서 이상한 돌을 발견하고 그 돌을 집으로 가져갔다. 집으로 가는 길에 그는 너무 무거워서 돌을 내려놓고 쉬어야 했다. 여행을 계속하려고 했을 때, 그는 더 이상 돌을 들 수 없었고, 많은 사람들은 그것이 신의 화신이라고 생각했다. 나시족은 나중에 이 신을 기리기 위해 사원을 지었고, 그들은 나중에 그를 산둬라고 명명했으며, 흰색 코트와 흰색 헬멧을 쓰고, 흰색 창을 들고 흰색 말을 타는 불멸의 존재로 묘사했다. 그들은 산둬가 지역 주민들과 그들의 땅을 보호할 것이라고 믿었다. 산둬는 미 (지지) 해에 태어났다고 생각되었기 때문에, 그의 축제에서 희생 제물이 바쳐진다.

## 의복
나시족 여성들은 넓은 소매의 헐렁한 가운에 재킷과 긴 바지를 입고 허리에 화려하게 장식된 벨트를 맨다. 양가죽을 어깨에 걸친다. 특히 닝랑현에서는 짧은 재킷에 여러 겹의 주름이 있는 긴 치마를 땅에 닿을 정도로 길게 입는다. 머리에는 커다란 검은 면 터번을 두르고 큰 은 귀걸이를 착용한다. 남성 의상은 한족과 매우 흡사하다. 현대에는 젊은 세대 사이에서 전통 의상을 거의 입지 않는다. 이제는 주로 문화 행사나 특별한 경우에만 착용한다.

## 언어
나시어는 티베트-버마어족 그룹에 속하며, 민족적으로는 이족이나 리수족에 가깝다. 단지 한족과의 왕래가 많아, 대부분 중국어도 할 수 있다. 나시족은 동파문자라고 칭하는 상형문자를 가지고 있지만, 종교적으로 사용될 뿐이었고, 별도로 표음문자도 있었다. 그러나 이것은 지금은 별로 사용하지 않고, 1957년에 제정된 라틴문자로 표기를 한다. 동파문자는 세계 유일의 현존하는 상형문자로서 유네스코 세계기록 유산에 등록되어 있다. 동파궁(자료관)에는 춤의 악보 등이 전시되어 지금도 볼 수 있다.

## 음악

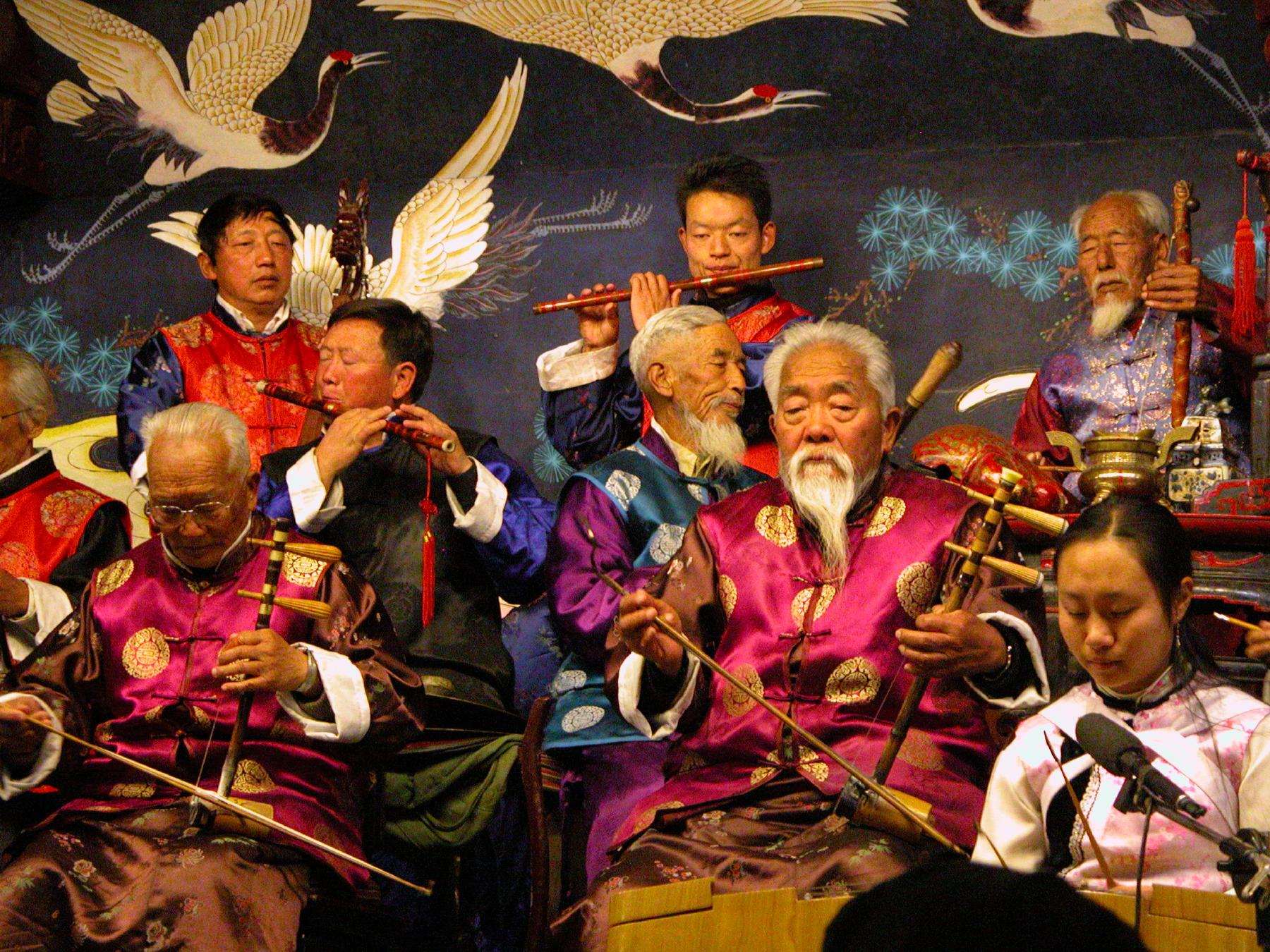
리장시의 나시 동경 음악가들

나시족은 바이샤 시위에와 위에서 언급된 중국의 영향을 받은 동경을 포함하여 여러 고유한 음악 형식을 가지고 있다.

## 사회
성(省) 차원에서 별도의 집단인 나족(모쒀족)으로 인정받는 북부 용닝(永宁) 지역 출신의 나시족은 모계제 및 모처제로 알려져 있다. 즉, 부계는 어머니를 따르고 모든 자녀(남성 및 여성)는 태어날 때부터 죽을 때까지 어머니의 집에서 산다. 그들의 가족 제도는 서구에서 알려진 것과 다르다. 즉, 결혼(기관에 의한 개인 연합의 인정)이라는 것이 존재하지 않는다. 비혈연 성인 간의 성생활은 자유롭다. 밤에는 남성이 성관계를 원하는 여성에게 가고, 여성은 수락할지 여부를 자유롭게 결정한다. 남성과 여성 모두 여러 파트너를 가질 수 있다. 결과적으로 자녀들은 생물학적 아버지를 항상 알지는 못한다. 자녀는 가구의 거주자들에 의해 양육되며, 외삼촌들은 서구에서 이해하는 "아버지"의 역할을 맡는다. 이러한 개념은 남성을 풀 위의 비로 묘사하는 그들의 믿음 중 하나에서 부분적으로 유래한다. 이는 이미 존재하는 것을 키우는 역할을 한다. 남성의 생식 역할은 여성에게 이미 존재하는 태아를 "물 주는" 것이다. 나시족에게 유전적 특징은 뼈에 담겨 있으며 여성에 의해 전달된다. 그러나 관광 개방과 일부 주민들의 이주로 인해 풍습이 변하고 있으며, 일부 나족(모쒀족)은 일부일처제를 따르고 있다.
이러한 관행은 21세기에도 나족 사이에서 여전히 관찰되지만, 리장시의 영주들이 결정한 유교적 관행의 시행 이후로는 나시족 사이에서는 더 이상 시행되지 않는다.(???)

## 전통
화장은 고대부터 전해 내려오는 전통이었지만, 청나라 말기에 대부분의 나시족 지역에서 매장이 채택되었고 오늘날에도 선호되는 사체 처리 방식이다. 장례식에서는 망자의 죄를 속죄하기 위해 종교 경전이 낭송된다.
윈난성 용닝현과 쓰촨성 옌위안현의 나시족 사이에는 공산주의 시대에 강력하게 시도되었지만 실패했던 모쒀족 모계 가족 구조의 잔재가 여전히 존재한다.
가장의 지위를 가진 여성은 어머니로부터 또는 자매와 그 자녀를 통해 자신의 유산을 후손에게 남긴다.
나시족 사회에서 여성은 대부분의 가사와 농사일을 하며, 손님이 있을 때는 부엌에 머무르지만, 가정에 필수적인 존재이므로 가족 결정에 큰 영향력을 행사한다.
일부 나시족 남성들은 매를 이용한 사냥이라는 고대 중국 전통을 이어가고 있다. 이 관습은 오늘날 중국의 다른 지역에서는 거의 찾아볼 수 없다.

## 역사

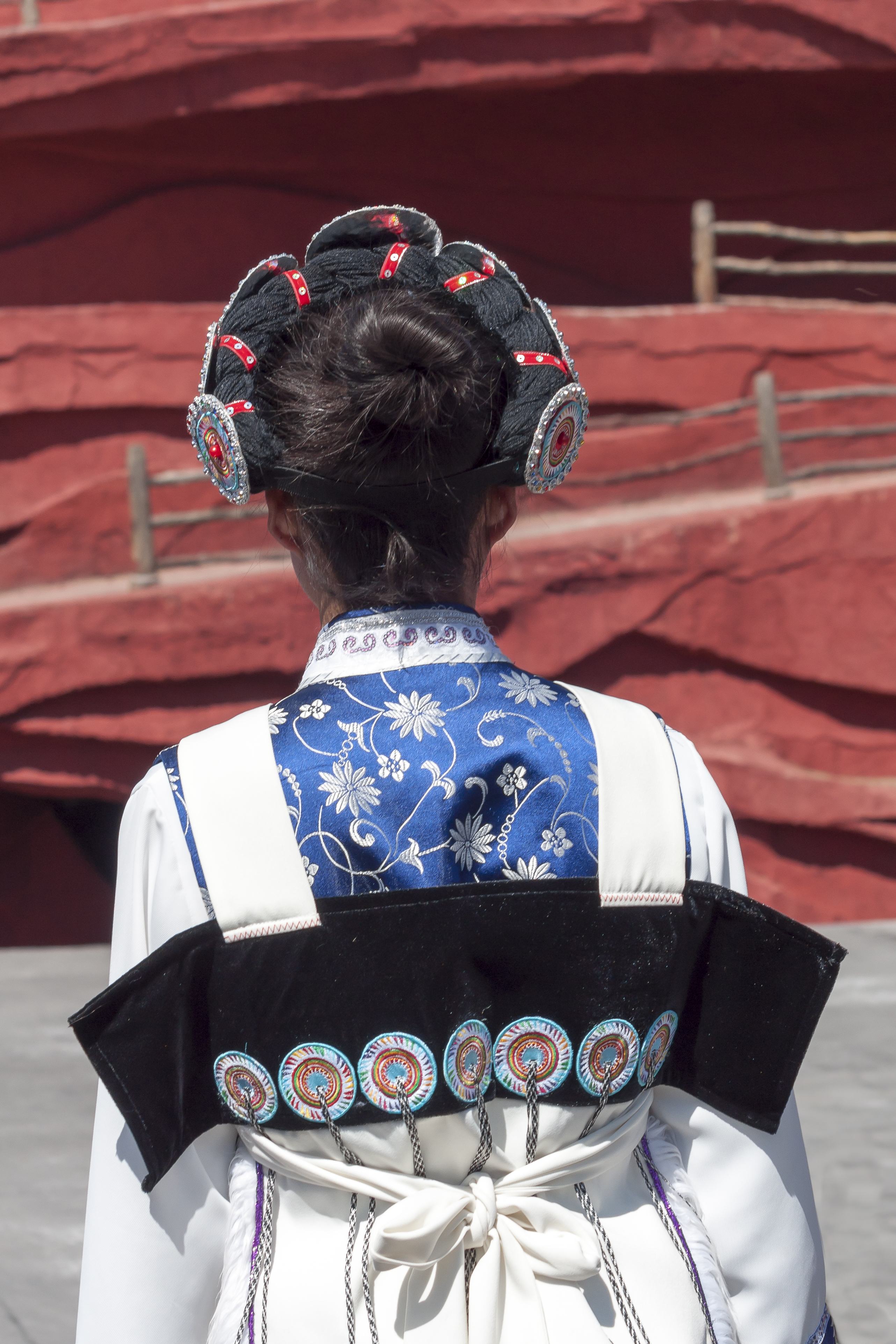
전통 의상을 입은 나시족 여성

나시족은 모쒀족과 마찬가지로 유목민인 원시 창족의 후손으로 여겨진다. 진나라 대의 마사이(摩沙夷), 당나라 대의 마사만(麽些)을 기원으로 하여, 쓰촨에서 남하해 진사강 유역에서 번영했다.
이후 주변 부족들의 잦은 괴롭힘으로 인해 원시 나시족은 남쪽으로 누장 강과 진사 강, 그리고 현재 중국 서부 쓰촨성의 알롱 강 유역으로 이동했다. 다른 정복 부족들에 의해 남쪽으로 밀려난 나시족은 기원후 3년경 비옥한 바이샤와 리장시 지역에 정착했다. 당대에는 티베트 왕조나 남조의 지배를 받았고, 원나라, 명나라 시대에는 나시족 수령이 토사로 임명되어 중국왕조의 간접 지배를 받았다.
나시족의 역사에 따르면 그들의 조상들이 아직 바이샤에 있을 때 세 집단으로 나뉘었다고 한다. 남아 있는 이들을 나시족, 다리에 있는 이들을 바이족, 루구 호수 주변에 사는 이들을 모쒀족이라고 부른다. 오늘날, 바이족과 모쒀족의 기원에 대한 이러한 설명은 격렬하게 논쟁 중이다.
역사가들은 10세기에서 13세기 사이에 리장시의 농업 생산이 사람들의 주요 직업인 가축 사육을 대체했다고 판단했다. 농업, 수공예, 광물, 가축 제품의 생산은 상당한 번영을 가져왔고, 이 시기에 닝랑, 리장, 웨이시 현의 노예 소유 집단들이 봉건 영주 계급으로 발전했다. 14세기 이후 까마빠의 방문으로 티베트 불교가 리장 지역에 뿌리내렸다.
1278년, 원나라는 윈난성의 제국 궁정을 대표하는 리장부를 설치했다. 무더라는 족장은 명나라 시대에 나시족과 다른 민족 집단(특히 캄 지역에 거주하는 동티베트인)에 대한 통제를 행사하며 리장부의 세습 족장으로 임명되었다. 무씨 가문의 세습 족장들은 세금과 공물을 징수하여 은과 곡물 형태로 명나라 조정에 보냈다. 명나라는 윈난성 북서부의 다양한 민족 집단에 대한 통제의 주요 지지대 역할을 무씨 가문에 의존했다.
1723년, 청나라 때 리장 지역의 세습 족장들은 조정 관리로 대체되었고, 무씨 족장들은 이 집단에 포함되어 지역 행정관으로서의 지위를 유지했다.
고대 나시족 마을인 리장은 현재 주요 관광지이다. 옛 시가지에서는 나시족이 한족 상인들에게 건물을 임대하여 관광객을 대상으로 하는 상점을 운영하고 있다.
2005년, 유명한 중국 영화 시나리오 작가 쿠앙 젠런은 윈난성 나시족 소수민족의 삶을 바탕으로 한 영화 "눈 팔찌"를 제작했다.

## 종교

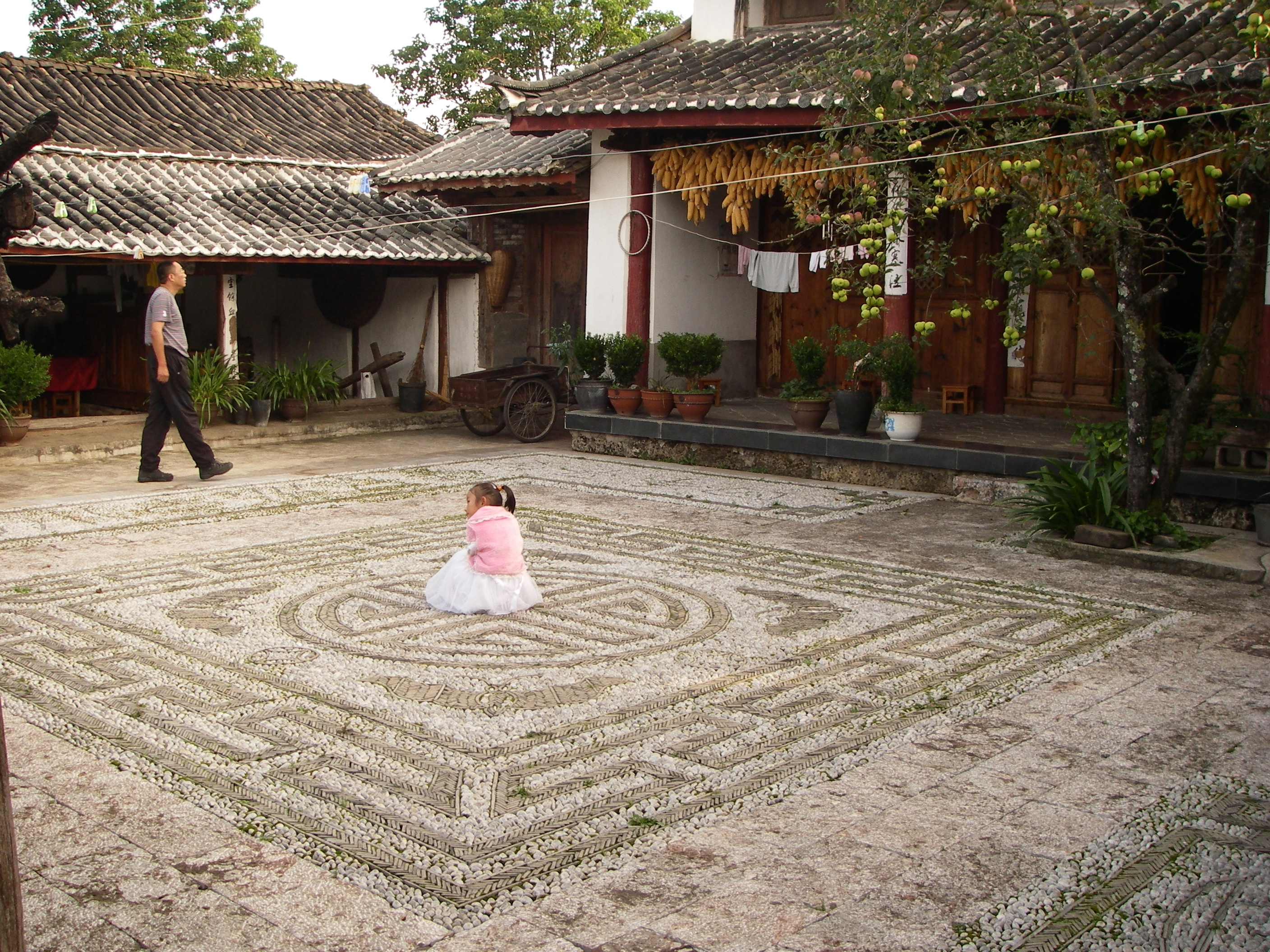
1900년대 초에 지어진 리장(麗江)의 오래된 게스트 하우스. 조약돌 모자이크로 만든 모티프와 문자는 상징과 문자로 고대 나시족의 신념을 나타낸다.

나시족은 전통적으로 종교 문제에 있어서 고유의 동바 지도자들의 지도를 받는다. 한족 및 다른 문화적 영향으로 인해 티베트 불교는 널리 존경받게 되었다(특히 모쒀족의 경우). 도교, 특히 그 풍수 관행은 10세기 이래로 널리 행해졌다.

### 동바

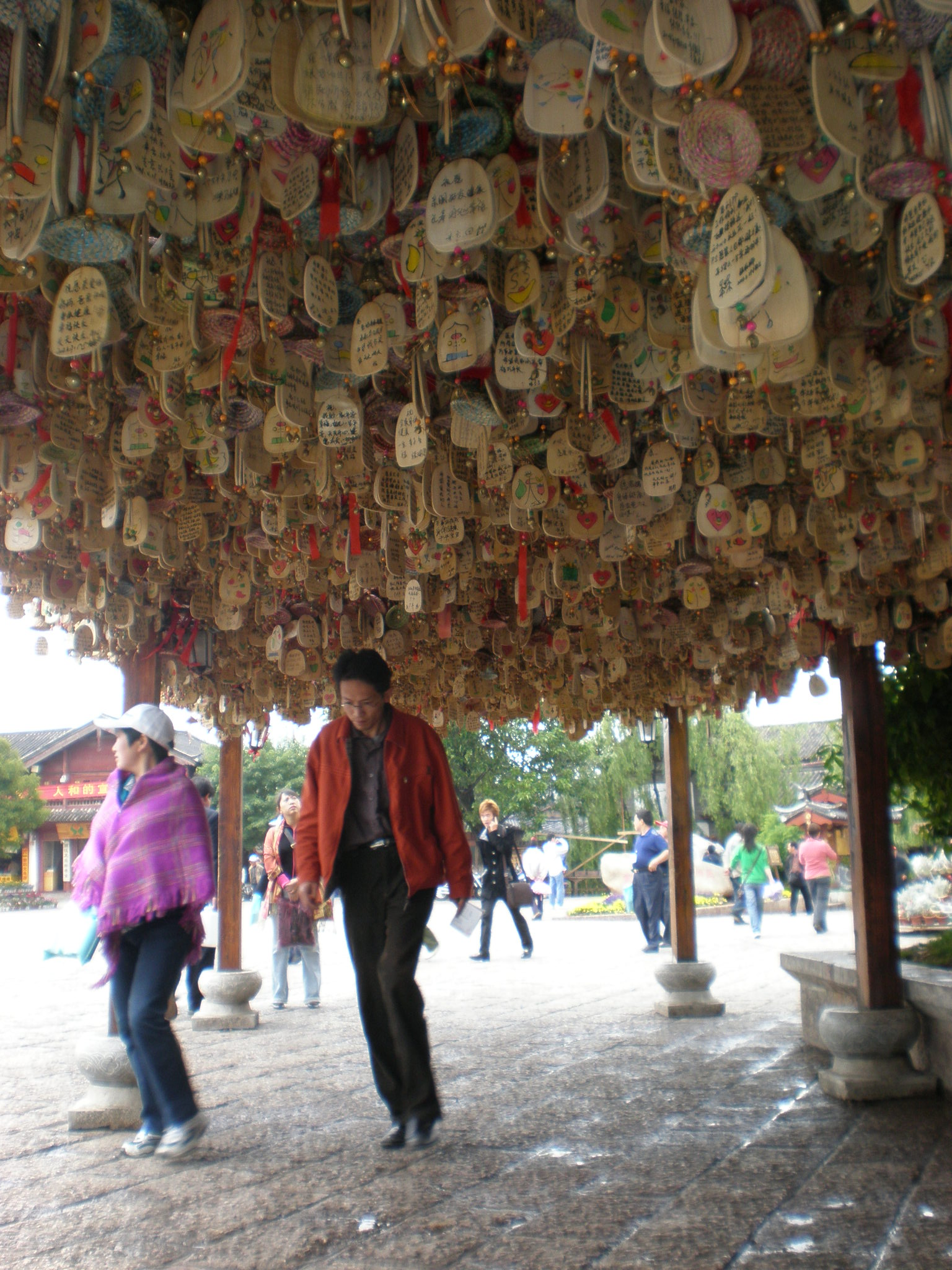
위허 광장의 동바 소원 풍경

동바 종교는 티베트 뵌교의 신념에 뿌리를 두고 있으며, "동바"라는 단어는 나시어에서 문자 그대로 "현자"를 의미한다. 나시족 전설은 동바의 기원을 12세기 바이수이타이 근처 동굴에 살았던 동티베트의 뵌교 샤먼 톤파 셴랍(丁巴什罗)에게서 찾는다.
인류학자들은 많은 동바 의식이 뵌교의 강한 영향을 보여주며, 그 기원이 토착적이지 않다고 주장한다. 뵌교 라마들은 농부로서 나시족 사이에 정착하여 부업으로 돈을 벌기 위해 주술 행위를 시작했다고 믿어진다. 이로 인해 그들은 현지에서 르루부(Llü-bu) 또는 산이(Ssan-nyi)라고 알려진 토착 의식 전문가들과 경쟁하게 되었다. 이는 뵌교가 오늘날 티베트 불교에 너무 많이 오염되어 순수하고 진정한 수행자를 비교 기준으로 찾기 어렵기 때문에 논쟁의 여지가 있다.
종교 경전은 르루부(Llü-bu)가 무아지경 상태에서 점술, 엑소시즘 및 기타 의식을 행하는 여성 샤먼이었다고 시사한다. 19세기 초까지 동바 사제들은 다양한 의례와 함께 방대한 종교 어휘를 만들어냈고, 르루부(Llü-bu)를 거의 대체했다. 이는 이족 샤먼의 경우에도 마찬가지이지만, 동바 관행과의 연관성은 여전히 불분명하다.
동바 신봉자들은 예배 장소가 없었기 때문에, 공산주의자들이 이 지역에 도착한 이후에는 공식적으로 종교로 인정받지 못했다. 동바 샤먼은 단순히 시간제 사제이며, 대부분의 나시족은 자신들의 언어를 읽도록 배우지 못했기 때문에 이해할 수 없는 동바 종교 문헌에 능통하다.
동바 종교는 자연과 인간의 관계를 바탕으로 한다. 동바 신화에서 "자연"과 "인간"은 다른 어머니를 둔 이복형제이다. 슈밍 마을 주민들에 따르면, 자연은 "슈"라고 불리는 영혼들에 의해 통제된다. 이 신들은 인간-뱀 키메라로 묘사된다. 동바 사제들은 이러한 영혼들을 달래고 지진과 가뭄과 같은 자연재해로 분노가 폭발하는 것을 막기 위해 "슈구"와 같은 의식을 행한다.
중국 공산당 통치 이전에는 많은 마을에서 여전히 슈와 같은 자연신에게 바쳐진 신사나 예배 장소가 있었다. 리장 나시족 자치현에 있는 타청의 나시족 주민들은 여전히 "자연과 인간"의 관계를 믿고 있다.
자연에 대한 그들의 태도는 동바 사제였던 허 순의 이야기에서 잘 나타난다. 그는 세 아들에게 개인적으로 필요한 것 이상으로 나무를 베지 말라고 금지했는데, 이는 신들을 화나게 하고 가족에게 불행을 가져올 것이기 때문이었다.
가장 널리 행해지는 동바 의식 중 하나인 쩌르크 치울 주아크(문자 그대로 나무의 빚을 갚는다는 뜻)는 슈밍 마을에서 행해졌다. 이 의식은 누군가가 병에 걸리거나 불운에 시달릴 때 동바 사제에게 상담하면 행해졌다. 많은 경우, 그 결과는 해당 사람이 숲에서 벌목을 하거나 더러운 물건을 씻었음을 보여주었고, 해당 가족이나 개인은 동바 사제에게 그 행위가 발생한 장소 근처에서 의식을 거행하고 자연신 슈에게 사과하도록 요청해야 했다.
보수적인 사람들이기 때문에 마을 사람들은 벌목을 금지했고, 심지어 나무 가지를 자르거나 침엽수에서 마른 소나무 잎을 모으는 것도 일반적으로 허용되지 않았다. 소나무 잎 모으기는 숲이 무성하고 푸른 7월에만 허용되었다. 그러나 가구당 한 사람만 이 작업을 할 수 있도록 하여, 노동자가 많거나 적은 가구 간의 공정성을 확보했다. (마른 소나무 잎은 돼지 거름과 섞어 비료로 사용된다. 푸른 소나무 잎은 축제 때 마당에 깔아주는 바닥재로 사용된다.)
현지에서는 라오 민(老民)으로 알려진 노인들이 이 모든 활동을 지켜보았다. 노인들은 또한 자발적으로 마을의 공공 업무를 수행했다. 전통적으로 그들은 중요한 역할을 수행했으며, 이는 여전히 많은 마을에 영향을 미친다.
특히 룽취안에서는 벌목과 땔감 수집에 대한 전통적인 규제가 있다. 현지인들에게 지우크-싸이크 또는 지우크-할-킬로 알려진 이것은 해당 마을 근처 숲 지역에서 2~3년마다 정기적으로 나무를 베고 땔감을 수집하는 것을 의미한다. 라오 민, 촌장, 산림 경비원으로 구성된 사람들이 사전에 절차를 조직한다. 심지어 최근 몇 년 동안에도 나시족 마을들은 산림을 보호하는 조직을 유지하고 있다. 이 조직은 마을 위원회 위원들이 관리하며, 여기에는 반드시 농업 생산 협동조합장, 여성 조합원, 그리고 마을 산림 경비원이 포함된다.
1949년 공산당이 중국에서 집권하기 전까지 마을 사람들은 이러한 전통적인 원칙을 따르고 미래 세대를 위한 천연자원 보존을 염두에 두고 자원을 보수적으로 사용하려고 노력했다. 그러나 1949년 이후 나시족에게는 심각한 문화적, 사회적 변화가 찾아왔고, 정부는 나시족 지역에서 한족 군대의 벌목을 장려하여 전통 풍습의 영향력을 상실하게 만들었다.

### 티베트 불교
많은 나시족은 14세기 동안 리장 지역에 8대 및 10대 까마빠가 주둔했던 결과로 티베트 불교의 까귀파를 받아들였다. 수년간 리장의 나시족은 불교 곰파를 건설했고, 이는 나시족 불교 공동체의 예배 장소 역할을 했다. 첫 번째 수도원인 라시바의 오그민 남링은 10대 까마빠인 최잉 도르제에 의해 설립되었다. 종교적인 마니석 또한 일부 나시족 가정에서 발견될 수 있다.
나시족 왕은 1516년에 8대 까마빠인 미쿄 도르제를 리장으로 초청했다. 왕은 까마빠가 리장으로 가는 긴 여행의 안전을 염려하여 4명의 장군과 1만 명의 병사로 구성된 군대를 보내 그를 호위하게 했다. 4월 3일, 까마빠는 티베트와 나시 왕국 사이의 국경에 도착했다. 그의 형제와 삼촌이 코끼리를 타고 많은 기마병들의 호위를 받으며, 가마를 탄 나시족 왕이 이 웅장한 환영을 베풀었다. 왕은 까마빠 앞에서 엎드렸고, 코끼리들은 묶인 줄을 끊고 그 앞에서 세 번 절을 하고 코를 하늘로 들어 천둥처럼 큰 소리를 냈다.

## 서구 세계에 알려지다
그들은 두 명의 사람에 의해 서구 세계에 알려졌다. 미국의 식물학자 조지프 록과 러시아 여행가이자 작가인 피터 굴라르는 모두 20세기 초에 리장시에 살면서 그 지역을 여행했다. 피터 굴라르의 책 "잊혀진 왕국(Forgotten Kingdom)"은 나시족과 이웃 민족의 삶과 신념을 묘사하고 있으며, 조지프 록의 유산은 그 지역의 일기, 지도, 사진들을 포함하며, 그 중 많은 것이 내셔널 지오그래픽에 실렸다.
미국 TV 시리즈 어메이징 레이스 18도 리장시를 방문하는 동안 시청자들에게 나시족을 소개했다.

## 같이 보기
- 중국의 민족
- 동파문자
- 모쒀족(摩梭族, 중국정부는 현재 문화적으로 서로 다른 모쒀족을 나시족에 일방적으로 포함시켜 민족통계를 내고 있다)
- 리장 시

## 더 읽어보기
- Guo, Dalie (郭大烈); He, Zhiwu (和志武) (1994).  纳西族史 [나시족 역사]. 청두시: 四川民族出版社 [쓰촨 민족 출판사]. ISBN 7-5409-1297-9.. 8+636쪽.
- Guo, Dalie (郭大烈) (1991).  Yang, Shiguang (杨世光), 편집.  东巴文化论 [동바 문화]. 쿤밍시: 云南人民出版社 [윈난 인민 출판사]. 6,691쪽. ISBN 7-222-00610-9..
- He, Zhonghua (和钟华) (1992).  Yang, Shiguang (杨世光), 편집.  纳西族文学史 [나시족 문학사]. 청두시: 四川民族出版社 [쓰촨 민족 출판사]. 3,12,828쪽. ISBN 7-5409-0744-4..
- Li, Jinchun (李近春); Wang, Chengquan (王承权) (1984).  纳西族 [나시족]. 베이징시: 민족 출판사. 117쪽..
- 纳西族简史 [나시족 약사]. 쿤밍시: 云南人民出版社 [윈난 인민 출판사]. 1984. 2,159쪽.
- Rock, Joseph Francis: The Ancient Na-khi Kingdom of Southwest China. 2 volumes (Harvard-Yenching Institute Monograph Series, Vol. VIII and IX) Harvard University Press, Cambridge 1948
- Wu, Xiongwu (伍雄武), 편집. (1990).  纳西族哲学思想史论集 [나시족 철학 사상사 논문집]. 베이징시: 민족 출판사. 2,194쪽. ISBN 7-105-00964-0..
- Yan, Ruxian (严汝娴); Song, Zhaolin (宋兆麟) (1984).  永宁纳西族的母系制 [용닝 나시족의 모계제]. 쿤밍시: 云南人民出版社 [윈난 인민 출판사]. 117쪽..
- Zhan, Chengxu (严汝娴); Wang, Chengquan (王承权); Li, Jinchun (李近春); Liu, Longchu (刘龙初) (1980).  永宁纳西族的阿注婚姻和母系家庭 [용닝 나시족의 아주혼과 모계 가족]. 상하이시: 上海人民出版社 [상하이 인민 출판사]. 3,321쪽..
- Oppitz, Michael (1997). 《Naxi. Dinge, Mythen, Piktogramme》 [나시. 사물, 신화, 상형문자] (독일어). Zürich: Völkerkundemuseum [민족학 박물관].